# Luigi Balzan
Luigi Balzan (nacido en 1865 en Badia Polesine, Italia - Padua, 26 de septiembre de 1893) fue un explorador italiano.
Fue el primer italiano en cruzar todo el Gran Chaco, donde hizo actividades zoológicas.